# リテラリー・レヴュー
リテラリー・レヴュー(Literary Review)は、イギリスの文芸誌である。1979年に当時エジンバラ大学英文科の学科長であったアン・スミスがこの雑誌を創刊した。事務所をロンドンのソーホー地区にあるレキシントン通りに構え、発行部数は5万部弱を誇る。14年間にわたり経験豊富なジャーナリストであるオーベロン・ウォーがこの雑誌を編集していたが、その後ナンシー・スラデックに交代している。
フィクション、歴史、政治、伝記、旅行記などさまざまな分野の出版物を対象に書評をおこなっている。寄稿者は、キングズリー・エイミス、マーティン・エイミス、ベリル・ベインブリッジ、ダイアナ・アットヒル、ジョン・バンヴィル、ジュリアン・バーンズ、マイレ・チャップマン、ヒラリー・マンテル、ジョン・モーティマー、マルカム・ブラッドベリ、A・S・バイアット、ポール・ジョンソン、デイヴィッド・スターキー、ジョン・グレイ、ロバート・ハリス、ニック・ホーンビィ、リチャード・イングラム、ジョゼフ・オニール、リン・バーバー、デレック・マホン、オレグ・ゴルジエフスキー、ジョン・サザーランド、Ｄ・Ｊ・テイラーである。リテラリー・レビューは新作の小説も掲載している。近年ではウィリアム・トレヴァー、クレア・キーガン、ニコラ・バーカーの作品が掲載された。

## バッド・セックス・アワード
リテラリー・レヴューは、定期的に「小説における最悪な性描写賞」(Bad Sex in Fiction Award)を発表することで知られている。この賞は、1993年から毎年、小説においてセックスが登場する場面を悪趣味に描いた作家に与えられる。実際に贈られるのは、本のページに身を包んだ裸の女性像という「1950年代における性描写をあらわした半抽象的なトロフィー」である。この賞は文芸批評家のローダ・ケーニグと当時の編集者オーベロン・ウォーが創設したもので、「大雑把かつ無神経でたいてい投げやりな、性描写が無駄に長い現代小説にスポットライトをあて、同じ過ちをおかすことをやめさせる」ことを目的としている。
ノミネート作家については概論とともに作品からの抜粋が、オンラインマガジンのナッシング・イン・ザ・ルールブックにまとめられるため、無料で読むことができる。ガーディアン誌も1999年からこのバッド・セックス・アワードを取り上げるようになった。
2018年には、『騎士団長殺し』で主人公がありえない量の精液を放出する場面を取り上げられた、日本の作家である村上春樹が最終選考まで残ったことが報じられた。村上は2011年にも『1Q84』でノミネートされたが、この年の受賞者はデイヴィッド・グターソンだった。